# 日本福音自由教会協議会
日本福音自由教会協議会（にほんふくいんじゆうきょうかいきょうぎかい、英語: Evangerical Free Church of Japan）はキリスト教プロテスタントの教派の一つで、日本全国の福音自由教会によって構成される組織である。日本福音同盟に加盟している。

## 沿革
- 1884年 アメリカに移住して来た北欧の信徒が、福音自由教会というグループを作った。
- 1949年9月 米国福音自由教会からC.ハンソン宣教師が来日。浦和市（現・さいたま市）で開拓伝道を開始し、浦和福音自由教会を設立した。
- 1950年 ヘッセルグレーヴ宣教師来日。
- 1956年 日本に誕生した教会の教職と信徒代表によって、日本福音自由教会協議会が結成された。
- 1970年 宣教団との協力で伝道協力委員会 (CEC) が誕生した。
- 2010年 60周年記念大会を掛川にて開催。
- 2019年 70周年記念大会を掛川にて開催。

## 特色
- 福音自由教会のルーツは、北欧で起こった国教会に対する自由教会運動である。
- 聖書を誤りの無い神のことばと信じる福音主義の立場を堅持しており、教派名にも反映されている。
- 「基本的教理に対する揺るぎない確信」、「神のすべての託宣の宣教（The Whole Counsel of God）」、「（新生した）信者のみ、しかしすべての信者（Believers Only, But All Believers）」、「地方自治に対するゆるぎない確信（Local Autonomy）」からなる原則を大切にしている。
- 埼玉から神奈川を経て、太平洋ベルト地帯の人口増加地域を中心に急成長した。現在は全国的に活動を展開している。
- 各国に宣教師を派遣してきた。

## 構成教会
2019年現在の構成教会は以下の通り。

### 北海道
- 札幌福音自由教会（札幌市豊平区）
- 千歳ライトチャペル（千歳市）

### 東北

#### 宮城県
- 仙台福音自由教会（仙台市青葉区）
- 古川福音自由教会（大崎市）
- 石巻福音自由教会（石巻市）

### 関東

#### 埼玉県
- 浦和福音自由教会（さいたま市浦和区）
- 東大宮福音自由教会（さいたま市見沼区）
- 片柳福音自由教会（さいたま市見沼区）
- 岩槻福音自由教会（さいたま市岩槻区）
- 川越福音自由教会（川越市）
- 川口福音自由教会（川口市）
- 川口中央福音自由教会（川口市）
- 東川口福音自由教会（川口市）
- 鳩ヶ谷福音自由教会（川口市）
- けやき通りキリスト教会（川口市）
- 児玉福音自由教会（本庄市）
- 春日部福音自由教会（春日部市）
  - 中央会堂
  - 丘の上記念会堂
  - 武里チャペル
  - 庄和会堂
- 鴻巣福音自由教会（鴻巣市）
- 深谷福音自由教会（深谷市）
- 北上尾チャペル（上尾市）
- 草加福音自由教会（草加市）
- 越谷福音自由教会（越谷市）
- 蕨福音自由教会（蕨市）
- 戸田福音自由教会（戸田市）
- 清瀬福音自由教会（新座市）
- 桶川福音自由教会（桶川市）
- 久喜福音自由教会（久喜市）
- 八潮ホープフルチャーチ（八潮市）

#### 千葉県
- 新松戸福音自由教会（松戸市）
- 柏福音自由教会（柏市）
- 流山福音自由教会（流山市）
- クライストコミュニティ とみさとチャペル（富里市）

#### 東京都
- 東京センターチャーチ（中央区）
- Tokyo Multicultural Church（墨田区）
- グレース宣教会 東京チャペル（渋谷区）
- 立川福音自由教会（立川市）
- 東京武蔵野福音自由教会（武蔵野市）
- 東村山福音自由教会（東村山市）

#### 神奈川県
- 藤沢福音自由教会（藤沢市）
- 厚木福音自由教会（厚木市）

### 中部

#### 山梨県
- 厚木福音自由教会 富士山中湖チャペル（南都留郡山中湖村）

#### 長野県
- 長野篠ノ井福音自由教会（長野市）
- 上田福音自由教会（上田市）

#### 静岡県
- 浜松福音自由教会（浜松市中央区）
- ニューホープチャーチ浜松（浜松市中央区）
- ニューホープチャーチ掛川（掛川市）

#### 愛知県
- 名古屋福音自由教会（名古屋市西区）
- 春日井福音自由教会（春日井市）
- 尾張旭福音自由教会（尾張旭市）
- 名古屋南福音自由教会（愛西市）
- 名古屋西福音自由教会（あま市）
- 大治福音自由教会（海部郡大治町）

### 近畿

#### 三重県
- グレース宣教会 大台チャペル（多気郡大台町）
- グレース宣教会 紀勢チャペル（度会郡大紀町）

#### 滋賀県
- 大津福音自由教会（大津市）
- 近江福音自由教会（大津市）
- 野洲福音自由教会（野洲市）

#### 京都府
- 京都福音自由教会（京都市北区）
- 向島福音自由教会（京都市伏見区）
- 長岡福音自由教会 京都南チャペル（京都市伏見区）
- 洛西上里チャペル（京都市西京区）
- 福知山福音自由教会（福知山市）
- 宇治福音自由教会（宇治市）
- 長岡福音自由教会 長岡チャペル（長岡市）
- 祝園チャペル（相楽郡精華町）

#### 大阪府
- グレース宣教会 しらさぎチャペル（大阪市東住吉区）
- 高槻福音自由教会（高槻市）
- 阿武山福音自由教会（高槻市）
- 枚方コミュニティチャペル（枚方市）
- グレース宣教会（八尾市）
  - グレース大聖堂
  - 高美会堂
  - 久宝チャペル
  - 八尾会堂
  - ユースネーション
- グレース宣教会 柏原チャペル（柏原市）
- グレース宣教会 はびきのチャペル（羽曳野市）
- グレース宣教会 枚岡チャペル（東大阪市）
- グレース宣教会 若江チャペル（東大阪市）
- グレース宣教会 楽園キリスト教会（泉北郡忠岡町）

#### 兵庫県
- クライストコミュニティ 東神戸リバイバルチャペル（神戸市東灘区）
- クライストコミュニティ 武庫之荘チャペル（尼崎市）
- クライストコミュニティ 宝塚チャペル（宝塚市）
- 篠山福音自由教会（丹波篠山市）

#### 奈良県
- 奈良福音自由教会（奈良市）
- グレース宣教会 学園前グレースチャペル（奈良市）
- グレース宣教会 登美ケ丘グレースチャペル（奈良市）
- グレース宣教会 香芝チャペル（香芝市）
- グレース宣教会 二上チャペル（香芝市）

### 中国

#### 広島県
- 広島福音自由教会（広島市）
  - 高陽チャペル（安佐北区）
  - 可部グリーンヒルチャペル（安佐北区）
  - 安佐南チャペル（安佐南区）

#### 山口県
- グレース宣教会 やないグレースチャペル（柳井市）
- グレース宣教会 田布施キリスト教会（熊毛郡田布施町）

### 九州

#### 福岡県
- 福岡福音自由教会（福岡市西区）
- クライストコミュニティ 北九州チャペル（北九州市門司区）

#### 沖縄県
- 那覇福音自由教会（那覇市）
- 具志川福音自由教会（うるま市）

## 関連人物

### 牧師
- 大橋秀夫
- 坂野慧吉

### 引退した牧師
- 古山洋右
- 内田和彦